# うぐいす餡

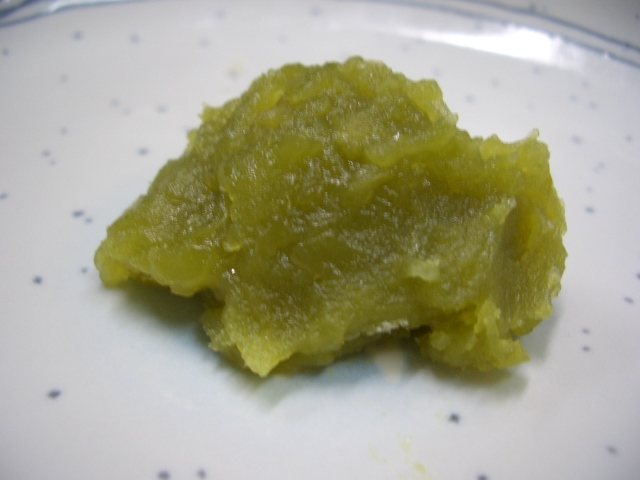
うぐいす餡

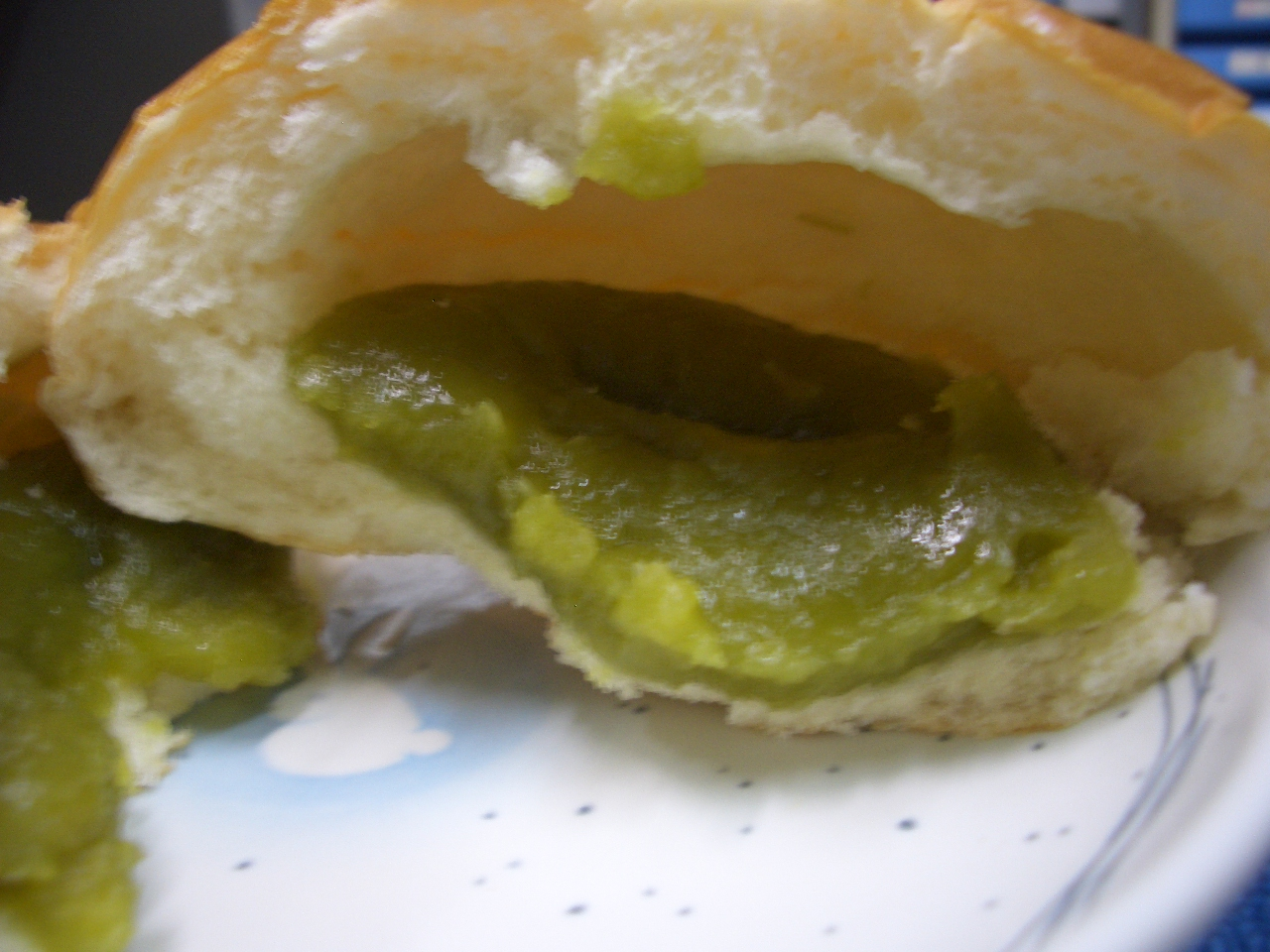
うぐいす餡を利用したあんパン。

うぐいす餡（うぐいすあん、鶯餡）とは、青エンドウ（グリーンピース）を茹でたものを潰して、砂糖または蜜で甘い味をつけた緑色の漉し餡のこと。和菓子やあんパンの材料。